# Rok Piletič
Rok Piletič, slovenski glasbenik, pevec, * 7. november 1991, Slovenija.
Od leta 2016 skupaj z bratom Anejem poje v duetu pod imenom BQL. Slovenski javnosti se je predstavil leta 2010 v šovu Slovenija ima talent, kjer je zapel skupaj z Luko Basijem.